# Behandlungsfall
Der Behandlungsfall im ambulanten Versorgungsbereich ist in Deutschland eine gebührenrechtliche Definition des Behandlungszeitraums eines Patienten, die sich im Bereich der gesetzlichen Krankenversicherung von der Definition im Bereich der Privatabrechnung unterscheidet. In beiden Gebührenordnungen hängt die Abrechenbarkeit bestimmter Leistungen von diesen Definitionen ab, wenn der Leistungstext eine entsprechende Abrechnungsbestimmung enthält. Für den stationären Bereich in Deutschland siehe bei Krankenhausfinanzierung.

## Behandlungsfall bei Kassenpatienten
Ein Behandlungsfall bei GKV-Patienten ist gemäß § 21 Abs. 1, Bundesmantelvertrag-Ärzte (BMV-Ä) definiert als die Behandlung desselben Versicherten durch dieselbe Arzt- oder Psychotherapiepraxis in einem Kalendervierteljahr (Quartal) zulasten derselben Krankenkasse. Eine analoge Bestimmung findet sich im Bundesmantelvertrag Zahnärzte (BMV-Z)  beziehungsweise im Ersatzkassenvertrag Zahnärzte (EKV-Z), was die Abrechnung nach dem Bewertungsmaßstab zahnärztlicher Leistungen (BEMA) betrifft.
Ferner heißt es:
Ein einheitlicher Behandlungsfall liegt auch dann vor, wenn sich aus der zuerst behandelten Krankheit eine andere Krankheit entwickelt oder während der Behandlung hinzutritt oder wenn der Versicherte, nachdem er eine Zeitlang einer Behandlung nicht bedurfte, innerhalb desselben Kalendervierteljahres wegen derselben oder einer anderen Krankheit in derselben Arztpraxis behandelt wird.
Im seltenen Fall eines Wechsels der Krankenkasse während eines Behandlungsfalls wird im neuen Versicherungsverhältnis ein neuer Behandlungsfall begründet. Dies gilt nicht bei einer Fusion zweier Krankenkassen.

### Krankheitsfall
Der Krankheitsfall gemäß Einheitlichem Bewertungsmaßstab (EBM) ist nicht identisch mit dem Krankheitsfall, der bei der Abrechnung im Krankenhaus als Diagnosebezogene Fallgruppe (Diagnosis Related Groups (DRG)) verwendet wird. Dabei werden erbrachte Leistungen als homogen betrachtet und mit einer einheitlichen Pauschale abgegolten. Die Liegedauer hat keinen Einfluss auf die Pauschale. Der Krankheitsfall umfasst die Behandlung derselben Erkrankung innerhalb eines Jahres.

### Betriebsstättenfall
Zu unterscheiden ist gebührenrechtlich der Betriebsstättenfall, der die Behandlung desselben Versicherten in einem Kalendervierteljahr durch einen oder mehrere Ärzte derselben (Neben-)Betriebsstätte zu Lasten derselben Krankenkasse umfasst, unabhängig vom behandelnden Arzt. (§ 21 Abs. 1a BMV-Ä bzw. in § 25 Abs. 1a EKV)

### Arztfall
Der Arztfall umfasst die Behandlung desselben Versicherten durch denselben an der vertragsärztlichen Versorgung teilnehmenden Arzt in einem Kalendervierteljahr zulasten derselben Krankenkasse unabhängig von der Betriebs- oder Nebenbetriebsstätte. (§ 21 Abs. 1b BMV-Ä bzw. in § 25 Abs. 1b EKV)

## Behandlungsfall im privatärztlichen Bereich

### Definition des Begriffs Behandlungsfall
Der Behandlungsfall ist in den „Allgemeinen Bestimmungen zu Abschnitt B“ der Gebührenordnung für Ärzte (GOÄ) definiert.

„Als Behandlungsfall gilt für die Behandlung derselben Erkrankung der Zeitraum eines Monats nach der jeweils ersten Inanspruchnahme des Arztes.“

Die Abgrenzung zu einer neuen Erkrankung ist vielfach schwierig, insbesondere bei der Beurteilung, ob es sich um eine Komplikation des bestehenden Krankheitsfalles oder eine neu hinzugetretene Erkrankung handelt.
Die Einschränkung der Beratungs- und Untersuchungsleistungen wird in den Allgemeinen Bestimmungen zu Abschnitt B der GOÄ deutlich: „Die Leistungen nach den Nummern 1 und/oder 5 sind neben Leistungen nach den Abschnitten C (ab Nr. 200 GOÄ) bis O im Behandlungsfall nur einmal berechnungsfähig.“ Gleiches gilt für die Abrechnung zahnärztlicher Privatleistungen nach der Gebührenordnung für Zahnärzte (GOZ).

#### Berechnung der Monatsfrist
Bei der Berechnung der Monatsfrist wird gem. § 188 Abs. 2 Bürgerliches Gesetzbuch (BGB) im Falle des § 187 Abs. 1 BGB der Tag des Behandlungsbeginns nicht mitgezählt.
Beispiel: Behandlungsbeginn am 8. September; Behandlungsende mit Ablauf des 8. Oktober.
Als neuer Behandlungsfall gelten Leistungen, die direkt im Anschluss ab dem 9. Oktober bis einschließlich des 9. November oder mit Unterbrechung zu einem späteren Zeitpunkt, beispielsweise vom 14. Oktober bis zum Ablauf des 14. November erbracht werden. Dies gilt auch für aufeinanderfolgende Behandlungsfälle derselben Erkrankung.
Leistungseinschränkungen der Gebührenordnungen sind immer arztbezogen. Konsultiert der Patient wegen derselben oder einer anderen Erkrankung einen weiteren Arzt, so wird unabhängig von dem zuerst in Anspruch genommenen Arzt ein neuer Behandlungsfall begründet.